# Sconcerto
Sconcerto је студијски албум италијанске певачице Мине. Албум је издат 19. априла 2001. за издавачку кућу PDU.

## Списак пјесама
| №   | Назив                            | Аутор(и)                            | Трајање |  |
| 1.  | Tu sì 'na cosa grande            | Domenico Modugno, Roberto Gigli     | 4:54    |  |
| 2.  | Pasqualino marajà                | Domenico Modugno, Franco Migliacci  | 4:13    |  |
| 3.  | Resta cu'mme                     | Domenico Modugno, Dino Verde        | 5:04    |  |
| 4.  | Amara terra mia                  | Domenico Modugno, Enrica Bonaccorti | 4:19    |  |
| 5.  | Notte di luna calante            | Domenico Modugno                    | 5:26    |  |
| 6.  | La donna riccia                  | Domenico Modugno                    | 3:09    |  |
| 7.  | Dio, come ti amo                 | Domenico Modugno                    | 5:39    |  |
| 8.  | Strada 'nfosa                    | Domenico Modugno                    | 4:41    |  |
| 9.  | Come hai fatto                   | Domenico Modugno                    | 4:42    |  |
| 10. | La lontananza                    | Domenico Modugno, Enrica Bonaccorti | 6:19    |  |
| 11. | Nel blu, dipinto di blu (Volare) | Domenico Modugno, Franco Migliacci  | 1:50    |  |

## Позиције на листама
| Листа (2001)           | Највиша позиција |
| ---------------------- | ---------------- |
| Европа (Music & Media) | 33               |
| Италија (FIMI)         | 2                |